# Davis Opoku
Davis Opoku (29 oktober 2007) is een Belgisch voetballer die onder contract ligt bij Oud-Heverlee Leuven.

## Carrière
Opoku genoot zijn jeugdopleiding bij Oud-Heverlee Leuven, dat hem al op jonge leeftijd wegplukte bij KHO Bierbeek. In het seizoen 2023/24 maakte hij zijn opwachting bij OH Leuven U23, het beloftenelftal van de club dat toen uitkwam in Eerste nationale.
Op 24 november 2024 maakte Opoku zijn officiële debuut voor het eerste elftal van de club: in de competitiewedstrijd tegen Union Sint-Gillis (1-1-gelijkspel) liet interim-trainer Hans Somers, die de verdediger eerder al coachte bij de jeugd, hem in de 89e minuut invallen voor Thibault Vlietinck. Op 3 mei 2024 kondigde de club aan dat Opoku zijn eerste profcontract had ondertekend bij de club.

## Clubstatistieken
| Seizoen         | Club            | Land            | Competitie          | Competitie | Competitie | Beker | Beker | Supercup | Supercup | Europees | Europees | Totaal | Totaal |
| Seizoen         | Club            | Land            | Competitie          | Wed.       | Dlp.       | Wed.  | Dlp.  | Wed.     | Dlp.     | Wed.     | Dlp.     | Wed.   | Dlp.   |
| --------------- | --------------- | --------------- | ------------------- | ---------- | ---------- | ----- | ----- | -------- | -------- | -------- | -------- | ------ | ------ |
| 2023/24         | OH Leuven U23   | Vlag van België | Eerste nationale    | 10         | 0          | —     | —     | —        | —        | —        | —        | 10     | 0      |
| 2024/25         | OH Leuven U23   | Vlag van België | Eerste nationale VV | 18         | 0          | —     | —     | —        | —        | —        | —        | 18     | 0      |
| 2024/25         | OH Leuven       | Vlag van België | Eerste klasse A     | 1          | 0          | 0     | 0     | —        | —        | —        | —        | 1      | 0      |
| Carrière totaal | Carrière totaal | Carrière totaal | Carrière totaal     | 1          | 0          | 0     | 0     | 0        | 0        | 0        | 0        | 1      | 0      |

Bijgewerkt op 14 april 2025.